# Коньово (Нев'янський міський округ)
Коньо́во (рос. Конёво) — село у складі Нев'янського міського округу Свердловської області.
Населення — 647 осіб (2010, 722 у 2002).
Національний склад станом на 2002 рік: росіяни — 94 %.